# Loriculus
Loriculus é um gênero de aves da família Psittacidae.
As seguintes espécies são reconhecidas:
- Lóris-indiano, Loriculus vernalis (Sparrman, 1787)
- Loriculus beryllinus (Forster, JR, 1781)
- Loriculus philippensis (Statius Muller, 1776)
- Loriculus galgulus (Linnaeus, 1758)
- Loriculus stigmatus (Muller, S, 1843)
- Loriculus sclateri Wallace, 1863
- Loriculus amabilis Wallace, 1862
- Loriculus catamene Schlegel, 1871
- Loriculus aurantiifrons Schlegel, 1871
- Loriculus exilis Schlegel, 1866
- Loriculus pusillus (Gray, GR, 1859)
- Loriculus flosculus Wallace, 1864
- Loriculus camiguinensis Tello, 2006
- Loriculus tener Sclater, 1877